# Eötvös Károly Intézet
Az Eötvös Károly Közpolitikai Intézet (EKINT) 2003-ban alapított magyar jogi elemző és kutató intézet, think tank. Az EKINT-et a Soros Alapítvány hozta létre azért, hogy "a hagyományostól eltérő, újszerű intézményi formát teremtsen a demokratikus magyar közélet formálására." Az EKINT nyilvános állásfoglalásokkal, konkrét közpolitikai javaslatokkal és hosszabb távú kutatásokkal igyekszik formálni a közéletet.
Az EKINT névadója Eötvös Károly politikus, ügyvéd, aki a tiszaeszlári vérvád perében a vádlottakat védte. A perről A nagy per, amely ezer éve folyik s még sincs vége címmel könyvet írt, amely a széles nagyközönséggel is megismertette az igazságszolgáltatás hibáit, így ős-ombudsmani jelentésként is olvasható.
Az EKINT jelenlegi elnöke Majtényi László, igazgatója Somody Bernadette. Az Eötvös Károly Intézet Nonprofit Közhasznú Kft.-ként működik, tulajdonosa az Eötvös Károly Közpolitikai Alapítvány.

## Tevékenység
Az intézet legfőbb tevékenysége az alkotmányosság védelme és a jogállami értékek megőrzése. Emellett fellép az egyének és közösségeik autonómiájának, méltóságának, valamint az állampolgárok személyes adatai és magánszférájának védelme érdekében, megszólal a média- és sajtószabadságot érintő kérdésekben, illetve dolgozik az állam átláthatóságának növelésén, az információszabadság a független igazságszolgáltatás védelmén, valamint a transzparens párt- és kampányfinanszírozás kialakításán is.
Az EKINT másokkal (jogvédőkkel, civil szervezetekkel vagy más intézményekkel) együtt fellépve szeretne hozzájárulni a szakmai és a szélesebb közvélemény tájékoztatásához, a politikai napirend formálásához azokban az ügyekben, amelyek hatással vannak az állampolgárok és a közhatalom közötti kapcsolat minőségére. Az Eötvös Károly Intézet elkötelezett az alkotmányosság, a demokratikus jogállam, és az egyéni jogok szabadelvű felfogása mellett, munkálkodni kíván a szolidaritás szellemén alapuló honpolgári politikai kultúra megteremtését célzó kezdeményezések támogatásáért.

### Bírósági ügyek
Az EKINT pert indított a strasbourgi bíróságon Magyarország ellen, mert a Terrorelhárítási Központ (TEK) bírói engedély nélkül figyelhet meg bárkit. Az Alkotmánybíróság korábban elutasította a beadványt és alkotmányosnak találta a TEK jogköreiről szóló szabályozást.
Az EKINT beadványa nyomán mondta ki az Alkotmánybíróság, hogy a sajtóban néhány kivételtől eltekintve meg lehet mutatni a rendőrök arcát.

### Nemzetközi kutatások
2012 óta vesz részt az EKINT két európai kutatási projektben. A PRISMS (PRIvacy and Security MirrorS) projektben nyolc európai szervezettel működik együtt az EKINT (a projektet a Fraunhofer Intézet koordinálja). A projekt a magánszféra, a megfigyelés és a biztonság feszültségekkel teli kapcsolatát elemzi, a projekt során a kutatók az Európai Unió összes tagállamára kiterjedő reprezentatív felmérést készítenek 27.000 ember megkérdezésével, hogy megismerjék véleményüket a biztonságuk növelését célzó technológiáknak az alapvető jogaikra gyakorolt hatásáról.
Az IRISS (Increasing Resilience in Surveillance Societies) keretében 16 európai szervezet működik együtt. A projekt a megfigyelés különböző formáinak társadalmi következményeire fókuszál, és azt kívánja feltárni, hogy a bűncselekmények üldözését és a terrorizmus megfékezését szolgáló megfigyelési módszerek milyen kihívást jelentenek a demokratikus és nyílt társadalmak berendezkedésére.

### Nyilvánosság előtti tevékenység
Céljainak elérése érdekében az EKINT együttműködik más civil szervezetekkel, a Társaság a Szabadságjogokért (TASZ) és a Magyar Helsinki Bizottsággal közösen alapították meg a "Jogállamvédők" projektet, amelynek keretében közös állásfoglalásokban, elemzésekben fejtették ki véleményüket az egyenlőség, a szólás- és sajtószabadság, az átláthatóság, az információszabadság, a szabad választások, az igazságszolgáltatás, illetve más független alkotmányos intézmények helyzetéről. Az EKINT korábbi igazgatója, Szabó Máté Dániel jelenleg a Társaság a Szabadságjogokért szakmai igazgatója.
A HVG hetilappal együttműködve 2010-2011-ben havonta jelentést készített az EKINT a magyarországi jogállam helyzetéről. A jelentéseket kötetben is kiadták Az elveszejtett alkotmány címmel.
2005-ben és 2007-ben a Magyar Hírlapban és a Népszabadságban, az országban elsőként működtetett az intézet újságombudsmant. Az újságombudsman rendszeresen összevetette a lap újságírói gyakorlatát az általánosan elfogadott szakmai és etikai normákkal, illetve a lap által vállalt elvekkel, majd ezekről kéthetente állásfoglalást készített.

### Törvényalkotási munka
Az EKINT a koncepcióalkotástól és a kodifikációs munkától a parlamenti zárószavazásig részt vett az elektronikus információszabadságról szóló törvény elkészítésében. Az intézet tanulmányokkal segítette elő a közszférában keletkező, de nem feltétlenül szabadon hasznosítható adatok, a nemzeti adatvagyon minél szélesebb körben való hasznosíthatóvá tételét.

## Az EKINT munkatársai
Az EKINT munkatársai:
- Majtényi László, az EKINT elnöke. A Magyar Tudományos Akadémia doktora. 2008-ban és 2009-ben az Országos Rádió és Televízió Testület elnöke (ez idő alatt az  Eötvös Károly Intézetben szüneteltette a tevékenységét), 1995-2001 között a Magyar Köztársaság első adatvédelmi biztosa, ezt megelőzően az Alkotmánybíróság főtanácsosa (1990-1995), egyetemi tanár, jogtanácsos (1975-1980).
- Somody Bernadette, az EKINT igazgatója. Alkotmányjogász, az ELTE ÁJK Alkotmányjogi Tanszékének oktatója. Kutatási területe az alapjogok védelme és az alapjogvédelmi intézményrendszer és az alapjogi bíráskodás. Doktori fokozatát 2009-ben az ombudsmani jogvédelem témájában szerezte az ELTE-n. Korábban több periódusban ombudsman-intézményeknél is dolgozott.
- Miklósi Zoltán, az EKINT kutatója. A Közép-Európai Egyetem (CEU) Politikatudományi Tanszékén politikai filozófiát tanít. Doktori tanulmányait Budapesten, az ELTE-n, illetve New Yorkban, a New School University filozófia tanszékén folytatta, 2005-ben szerzett doktori fokozatot az ELTE-n. 2000 és 2002 között a Freedom House szakértőjeként a 2001-es és 2002-es Magyarországról szóló országjelentések fő szerzője volt.
- Császár Ivett, az EKINT program koordinátora. Az ELTE Bölcsészettudományi Karán magyar és angol szakon, majd a CEU Gender Studies mesterképzésén szerezte diplomáit. Doktori disszertációját George Orwell maszkulinitásának publicisztikájában való megjelenéséről az ELTE-n védte meg (2013). Érdeklődési területei az abortuszról való társadalmi vita, a tömegkultúra gender vetületei és újabban a Magyarországon is egyre inkább feltörőben lévő Young Adult irodalom gender vonatkozásai. Az ELTE Társadalomtudományi Karán óraadó oktató.
- Kiss Eszter, az EKINT junior kutatója. Az ELTE Kommunikáció és Médiatudomány szakán szerzett médiaszakértői diplomát 2016-ban. Kutatási területe a gyűlöletbeszéd a médiában, a gyűlöletbeszéd szabályozása, valamint a migráció, annak médiareprezentációja és az ezzel kapcsolatos magyarországi kommunikáció.
- Köves Nóra, az EKINT projektmenedzsere és emberi jogi szakértője. Tanulmányait a BKF kommunikáció és üzleti kommunikáció szakán kezdte, majd Törökországban az Istanbul Aydin University-n és Magyarországon az ELTE-n folytatta, ahol nemzetközi emberi jogi specializáción tanult, a nemzetközi tanulmányok mester szakon. Tanulmányai mellett kezdetben önkéntesként, majd aktivistaként és szakértőként több civil és nemzetközi szervezetnél dolgozott, Amerikában és Törökországban hajléktalan és menekült emberekkel, Koszovóban emberrablás áldozataival foglalkozott, Franciaországban pedig Magyarország Állandó UNESCO Képviseletének munkájában vett részt. Másfél évig Magyarország ENSZ Fiatal Delegáltja, majd a Terre des hommes délkelet-európai regionális irodájának munkatársa volt. 2013 óta a Fundamentum emberi jogi folyóirat szerkesztője.
- Lázár Domokos, az EKINT junior kutatója. Az ELTE Állam- és Jogtudományi Doktori Iskolájának hallgatója. Kutatási területe az antidiszkrimináció és az esélyegyenlőség jogi és szociológiai aspektusai.
- Zsugyó Virág, az EKINT junior kutatója. A Debreceni Egyetem Marton Géza Állam- és Jogtudományi Doktori Iskolában szerzett abszolutóriumot 2016-ban. Kutatási területe az alkotmánymódosítások bírói felülvizsgálata. 2014 óta a Fundamentum emberi jogi folyóirat szerkesztője. Jelenleg a Debreceni Egyetem Állam- és Jogtudományi Kar Alkotmányjogi Tanszékének oktatója.

## Gazdálkodás és átláthatóság
Az Eötvös Károly Nonprofit Közhasznú Kft. jogelődjét 2003-ban a Magyar Soros Alapítvány hozta létre. 2009-től az intézet tulajdonosa az Eötvös Károly Közpolitikai Alapítvány. Az Eötvös Károly Intézet közhasznú tevékenysége keretében a jogállamiság ügyének napirenden tartása és a jogállam alapértékeinek védelme érdekében végzi munkáját. Ezt a tevékenységet pályázatokból, támogatásokból és adományokból finanszírozza, valamint 2017-től az Alapítvány számára felajánlható a személyi jövedelemadó egy százaléka is. Az intézet tevékenységéről és gazdálkodásáról, a törvényi előírásoknak megfelelően, minden évben részletes beszámolót készít, amelyek nyilvánosak és elérhetőek az Eötvös Károly Intézet honlapján. Az EKINT támogatói és pályázati partnerei között szerepel többek között az Európai Unió, a Friedrich-Ebert-Stiftung, a Holland Királyság Külügyminisztériuma, az Open Society Institute, a Rockefeller Brothers Fund és a Visegrádi Alap is.